# Lilli Purtscheller
Lilli Purtscheller (Innsbruck, 12 agosto 2003) è una calciatrice austriaca, centrocampista del SGS Essen e della nazionale austriaca.

## Carriera

### Nazionale
Purtscheller ha iniziato a essere convocata dalla Federcalcio austriaca nel 2018, inizialmente per vestire la maglia della formazione under 17 nell'amichevole con la Francia del 17 gennaio, proseguendo dopo la parentesi in under 16 in un quadrangolare in Svezia, scendendo in campo in tutti in tre incontri previsti con le pari età di Irlanda, Svezia e Turchia e dove la sua nazionale si aggiudica il primo posto a punteggio pieno. Tornata in organico con l'under 17, viene inserita in rosa con la squadra impegnata nelle qualificazioni all'Europeo di Bulgaria 2019, giocando tutti i sei incontri delle due fasi e contribuendo, anche con 4 reti segnate, all'accesso alla fase finale. Confermata in rosa dal tecnico federale Markus Hackel, scende in campo in tutti i tre incontri disputati dall'Austria nel gruppo B prima della sua eliminazione già alla fase a gironi. Rimasta in quota anche per l'edizione successiva, gioca tutti i tre incontri della prima fase eliminatoria andando ancora a rete e contribuendo al passaggio del turno, tuttavia al fine di combattere la diffusione della pandemia di COVID-19 in Europa, la UEFA decide di annullare il torneo già dalla fase élite. Purtscheller marca le sue ultime due presenze in U17 in un torneo amichevole disputato in Portogallo nel febbraio 2020, rientrando in patria prima dell'inizio del lockdown.
Chiamata in under 19 nel corso del 2021, disputa una serie di amichevoli prima di essere inserita in rosa da Johannes Spilka con la squadra impegnata nelle qualificazioni all'Europeo di Repubblica Ceca 2022, giocando tutti i tre incontri della prima fase ma dovendo rinunciare a quella successiva per aver subito un grave infortunio al legamento crociato.
Per indossare la maglia della nazionale maggiore deve attendere il 2023 quando la selezionatrice Irene Fuhrmann la convoca, in sostituzione dell'indisponibile Lara Felix per la doppia amichevole del 7 e 11 aprile rispettivamente contro Belgio e Rep. Ceca, debuttando nel secondo dei due incontri, rilevando Katharina Naschenweng all'83' della vittoria per 2-0 sulle ceche.
La sua prima rete la sigla un anno più tardi, il 9 aprile 2024, alla sua decima presenza con la maglia della nazionale maggiore, quella che riporta in vantaggio l'Austria sulla Polonia al 65' della partita di qualificazione all'Europeo di Svizzera 2025, incontro poi terminato 3-1 per le austriache.
Nella sua prima partita sotto la guida del nuovo ct Alexander Schriebl, il 21 febbraio 2025, Purtscheller ha segnato l'unica rete del primo incontro di Lega A dell'edizione 2025 dell'UEFA Women's Nations League che ha assegnato la vittoria all'Austria sulla Scozia 14', mancando di poco la seconda marcatura negatale dal portiere avversario Lee Gibson due minuti più tardi.